# Gemini Wing
Gemini Wing est un shoot 'em up développé en 1987 par Tecmo.

## Système de jeu
Le jeu permet à deux joueurs de piloter un vaisseau à travers une série de niveaux à défilement vertical. Les créatures sont particulièrement étranges même si elles font parfois penser à des morses, des cloportes ou des trilobites. Le vaisseau n'est doté que d'un seul armement principal mais les joueurs peuvent récupérer des attaques secondaires qui s'attachent les unes derrière les autres derrière le vaisseau et qui ne sont utilisables qu'une fois et dans l'ordre d'arrivée. Cependant, ces armes se retrouvent éparpillées lorsqu'un tir ennemi atteint le vaisseau.

## Postérité
Le jeu est l'une des entrées de l'ouvrage Les 1001 jeux vidéo auxquels il faut avoir joué dans sa vie.